# Филип III фон Баден-Родемахерн
Филип III фон Баден-Родемахерн (на немски: Philipp III von Baden-Rodemachern; * 15 август 1567, Родемахерн; † 6 ноември 1620, замък Хохбург, Емендинген) е от 1588 до 1620 г. маркграф на Маркграфство Баден-Родемахерн.

## Биография
Той е вторият син на маркграф Кристоф II (1537 – 1575) и на шведската принцеса Сесилия Васа (1540 – 1627), дъщеря на крал Густав I от Швеция.
През 1588 г. брат му Едуард Фортунат (1565 – 1600) му преотстъпва Маркграфство Баден-Родемахерн. След смъртта на брат му Филип живее в двореца Етлинген. През 1605 г. Филип събира войници, за да превземе Маркграфство Баден-Баден, което от 1594 г. е окупирано от линията Баден-Дурлах. Опитът е неуспешен и братовчед му Георг Фридрих фон Баден-Дурлах затваря Филип в Дурлах и след това в Хохбург, където той умира през 1620 г., без да остави наследници.
След смъртта на Филип херцог на Баден-Родемахерн става племенникът му Херман Фортунат.